# إسبنسكروم
إسبنسكروم هو موقع ويب من نوع قاعدة بيانات وقاعدة بيانات رياضية وموقع ويب حول الرياضات أنشئ في 1997، وهو متوفر باللغة الإنجليزية.

## وصلات خارجية
- الموقع الرسمي